# SMC 59803

imagen de SMC 59803 con otras estrellas en la Pequeña Nube de Magallanes

SMC 59803 o también conocido como Dachs SMC 2-37 es una estrella supergigante amarilla, se encuentra en la constelación de Tucana, a unos 200,000 años luz de el Sol, en la Pequeña Nube de Magallanes, de tipo espectral G7Ia-K3Ib, posee una magnitud visual de 13.85, una magnitud absoluta de - 9.0 a - 9.5, una temperatura de 4950K, una luminosidad de posiblemente 270,000 soles y un radio de 970 veces la del Sol, si estuviera en lugar del Sol estaría a 2/3 de distancia entre las orbitas de Ceres y Júpiter.